# Leśniki (Ukraina)
Leśniki (ukr. Лісники, Lisnyky) – wieś na Ukrainie, w obwodzie tarnopolskim, w rejonie tarnopolskim, w hromadzie Brzeżany. W 2001 roku liczyła 985 mieszkańców.
W II Rzeczypospolitej miejscowość w powiecie brzeżańskim województwa tarnopolskiego.
W latach 1939–1944 nacjonaliści ukraińscy z OUN-UPA zamordowali w niej 11 Polaków.
Do 2020 w rejonie brzeżańskim.